# Seri Ozaki
Seri Ozaki (jap. 尾﨑 世梨 Ozaki Seri; ur. 22 września 2002) – japońska szablistka, brązowa medalistka mistrzostw świata.
Podczas mistrzostw świata w Kairze w 2022 roku Japonki w składzie: Misaki Emura, Shihomi Fukushima, Kanae Kobayashi i Seri Ozaki zdobyły brązowy medal w zawodach drużynowych. W tej samej konkurencji była też szósta na mistrzostwach świata w Mediolanie w 2023 roku.
Zdobyła także brąz indywidualnie i srebro drużynowo na igrzyskach azjatyckich w Hangzhou (2022).